# Cooper DeJean
Cooper M. DeJean (sinh ngày 9 tháng 2 năm 2003) là một cầu thủ bóng bầu dục chuyên nghiệp người Mỹ chơi ở vị trí hậu vệ góc và trả phá bóng cho đội Philadelphia Eagles thuộc Giải bóng bầu dục quốc gia Hoa Kỳ (NFL). Ở cấp độ đại học, anh chơi cho Iowa Hawkeyes ở trường đại học và được vinh danh vào Đội hình Cầu thủ đại học xuất sắc nhất nước Mỹ vào năm 2023. Được Eagles lựa chọn ở vòng 2 của NFL Draft năm 2024, DeJean, với tư cách là một tân binh, đã có pha cướp bóng và ghi touchdown đầu tiên trong sự nghiệp để giúp đội bóng giành chiến thắng tại Super Bowl LIX.

## Thơ ấu
DeJean lớn lên ở Odebolt, Iowa, một thị trấn nông nghiệp có dân số khoảng 920 người, và theo học tại OA-BCIG, một trường liên cấp hợp nhất ở Ida Grove, Iowa. Anh chơi ở vị trí tiền vệ chính và hậu vệ phòng ngự tại trường trung học và nắm giữ nhiều kỷ lục của trường. Trong năm học cuối cuối, DeJean chuyền được 3.447 yard, ghi được 35 touchdown và chạy được 1.235 yard, ghi 24 touchdown. DeJean là Cầu thủ xuất sắc nhất năm 2021 của Adidas tại All-American Bowl.
Trong trận chung kết giải vô địch tiểu bang Iowa năm 2020, DeJean đã có một số pha bóng ấn tượng giúp OABCIG đánh bại Van Meter. Trong vòng hai phút, anh chặn được một quả đá phạt ghi điểm phụ, ghi touchdown gỡ hòa bằng một pha chạy 4 yard và ghi tiếp 1 touchdown nữa để giúp đội bóng vươn lên dẫn trước bằng một pha chạy 19 yard sau khi đội Van Meter làm rơi bóng ở pha đá phạt mở màn. Trận đấu được phát sóng tại các rạp chiếu phim địa phương trên khắp năm thị trấn thuộc Trường trung học OABCIG.
Khi còn học trung học, DeJean cũng chơi bóng rổ, bóng chày và điền kinh.  Với tư cách là cầu thủ bóng rổ, anh ghi được tổng cộng 1.832 điểm, xếp ngay sau tiền đạo đuôi NFL TJ Hockenson, người cũng là cầu thủ bóng bầu dục của Iowa và nhiều hơn 55 điểm so với cầu thủ toàn Mỹ <i id="mwRA">Parade</i> và cầu thủ NBA Harrison Barnes trong danh sách ghi điểm mọi thời đại của tiểu bang. Ngoài ra, 218 lần đánh cắp trong sự nghiệp của anh đã giúp anh có một vị trí trong số những người dẫn đầu mọi thời đại của tiểu bang, hơn tám lần so với Marcus Paige, người Mỹ toàn diện của McDonald . 
Trong môn điền kinh, DeJean đã lập kỷ lục chạy 100 mét nhanh nhất trong số các vận động viên của tiểu bang trong năm cuối cấp và tốt nghiệp với thành tích nhảy xa tốt thứ sáu trong lịch sử tiểu bang (24–02).
Bất chấp thành tích thể thao xuất sắc và được đánh giá 4 sao, DeJean chỉ nhận được một số học bổng ở mức hạn chế sau khi tốt nghiệp trung học. Cuối cùng, anh chọn làm cầu thủ phòng ngự ở Iowa thay vì chơi tiền vệ chính ở South Dakota State.

## Sự nghiệp đại học
Trong năm đầu tiên tại Iowa vào năm 2021, DeJean góp mặt trong 7 trận, chủ yếu là trong các đội đặc biệt và có bốn pha tắc bóng.  Anh ấy đã trở thành cầu thủ bắt đầu vào năm thứ hai của mình vào năm 2022.   DeJean chơi ở vị trí hậu vệ góc, cash (lai giữa trung vệ phòng ngự và hậu vệ sâu), và trả phá bóng cho Hawkeyes vào năm 2022, ngoài việc chơi ở vị trí hậu vệ sâu trong giai đoạn trước mùa giải. Trong trận đấu với Wisconsin, DeJean đã thể hiện sự linh hoạt của mình cướp được đường chuyền của Graham Mertz và trả về 32 yard để ghi bàn, thực hiện 10 pha truy cản, buộc đối phương làm rơi bóng, chặn một pha phá bóng ở vạch 1 yard và trả bóng được 82 yard, tạo tiền đề cho một pha ghi touchdown của Iowa. Trong ba hiệp đấu, DeJean còn vượt trội hơn so với hàng công của Hawkeye. DeJean được vinh danh là MVP của trận Music City Bowl năm 2022 sau khi có 7 pha tắc bóng, một pha cướp bóng 14 yard để ghi touchdown và ba lần trả phá bóng thành công với 42 yard.
Trong mùa giải 2023, DeJean một lần nữa đóng vai trò quan trọng trong thành công của Iowa. Đội Hawkeyes có hàng công yếu kém nhưng bù lại, tiểu đội đặc biệt và phòng thủ đã giúp họ giành chiến thắng. DeJean không phải là mục tiêu được nhắm đến nhiều trong các pha tấn công nhưng đã có được ba pha cướp bóng. Anh chỉ cho phép cầu thủ mình theo kèm có 22 lần nhận bóng và không có touchdown nào trong suốt mùa giải. DeJean cũng xuất sắc trong vai trò trả bóng với pha trả bóng 70 yard khi trận đấu chỉ còn 3 phút, giúp đội giành chiến thắng trước Michigan State và pha trả bóng 54 yard không được công nhận trước đối thủ Minnesota, pha trả bóng này nếu thành công thì sẽ giúp Iowa dẫn trước. Việc trọng tài thổi lỗi fair catch không hợp lệ đã gây ra nhiều tranh cãi và thúc đẩy một họp giải thích có sự tham gia của liên đoàn Big Ten và đội ngũ trọng tài NCAA. DeJean bị thương ở chân vào giữa tháng 11, khiến anh phải ngồi ngoài trong suốt phần còn lại của mùa giải. Bất chấp việc phải nghỉ thi đấu, anh được bầu chọn vào Đội hình xuất sắc toàn nước Mỹ và giành được cả hai danh hiệu Cầu thủ phòng ngự xuất sắc nhất năm Tatum-Woodson Big Ten và Cầu thủ trả bóng xuất sắc nhất năm Rodgers-Dwight Big Ten. Anh cũng lọt vào danh sách rút gọn cho giải thưởng Bronko Nagurski Trophy và giải thưởng Jim Thorpe.
Dejean tuyên bố tham dự NFL draft 2024 sau khi mùa giải 2023 kết thúc. Điều phối viên phòng ngự và huấn luyện viên phụ trách hậu vệ Phil Parker nói rằng:"Tôi chưa từng chứng kiến Nile Kinnick chơi bóng, nhưng cậu ấy ngày nào đó sẽ trở thành Nile Kinnick phiên bản mới."

### Thống kê đại học
| Mùa  | Đội  | Số trận | Số trận        | Truy cản | Truy cản | Truy cản | Truy cản | Làm rơi bóng | Làm rơi bóng | Làm rơi bóng | Làm rơi bóng | Cướp bóng | Cướp bóng | Cướp bóng | Cướp bóng | Trả phá bóng | Trả phá bóng | Trả phá bóng | Trả phá bóng |
| Mùa  | Đội  | Số trận | Số trận ra sân | Cmb      | Solo     | Ast      | Sck      | FF           | FR           | Yds          | TD           | Int       | Yds       | TD        | PD        | Ret          | Yds          | Avg          | TD           |
| ---- | ---- | ------- | -------------- | -------- | -------- | -------- | -------- | ------------ | ------------ | ------------ | ------------ | --------- | --------- | --------- | --------- | ------------ | ------------ | ------------ | ------------ |
| 2021 | Iowa | 7       | 0              | 4        | 3        | 1        | 0.0      | 0            | 0            | 0            | 0            | 0         | 0         | 0         | 0         | —            | —            | —            | —            |
| 2022 | Iowa | 13      | 13             | 75       | 56       | 19       | 0.0      | 0            | 0            | 0            | 0            | 5         | 91        | 3         | 8         | 10           | 165          | 16.5         | 0            |
| 2023 | Iowa | 10      | 10             | 41       | 26       | 15       | 0.0      | 0            | 0            | 0            | 0            | 2         | 41        | 0         | 5         | 21           | 241          | 11.5         | 1            |
| Tổng | Tổng | 30      | 23             | 120      | 85       | 35       | 0.0      | 0            | 0            | 0            | 0            | 7         | 132       | 3         | 13        | 31           | 406          | 13.1         | 1            |

DeJean được Philadelphia Eagles lựa chọn ở lượt thứ 40 tại NFL draft 2024.

### Mùa giải 2024
DeJean lần đầu ra sân trong đội hình chính vào Tuần 6 của mùa giải 2024 trong trận đấu với Cleveland Brownsở vị trí hậu vệ góc phụ. Anh ấy được vinh danh trong Đội hình tân binh xuất sắc của PFWA.
DeJean đã ghi được pha cướp bóng đầu tiên trong sự nghiệp của mình vào hiệp thứ hai của trận Super Bowl LIX trước tiền vệ chính Patrick Mahomes, đây cũng là pha cướp bóng đầu tiên một cầu thủ Eagles ghi được trong một trận Super Bowl. DeJean có pha phản công sau khi cướp bóng để ghi một touchdown 38 yard, giúp Eagles đánh bại Kansas City Chiefs với tỷ số 40–22, qua đó giành chức vô địch Super Bowl. Trận đấu được diễn ra vào đúng ngày sinh nhật thứ 22 của DeJean, khiến anh trở thành cầu thủ đầu tiên kể từ cầu thủ Eagles khác là Steve Van Buren ghi touchdown trong trận chung kết vào đúng ngày sinh nhật của mình năm 1947.
DeJean đứng thứ tư trong cuộc bỏ phiếu cho giải thưởng Tân binh phòng ngự xuất sắc nhất năm của AP NFL.

### Mùa giải chính
| Mùa  | Đội  | Số trận | Số trận        | Truy cản | Truy cản | Truy cản | Truy cản | Cướp bóng | Cướp bóng | Cướp bóng | Cướp bóng | Cướp bóng | Cướp bóng | Làm rơi bóng | Làm rơi bóng | Làm rơi bóng | Làm rơi bóng |
| Mùa  | Đội  | Số trận | Số trận ra sân | Comb     | Solo     | Ast      | Sck      | Pd        | Int       | Yds       | Avg       | Lng       | TD        | FF           | FR           | Yds          | T.Đ          |
| ---- | ---- | ------- | -------------- | -------- | -------- | -------- | -------- | --------- | --------- | --------- | --------- | --------- | --------- | ------------ | ------------ | ------------ | ------------ |
| 2024 | PHI  | 16      | 9              | 51       | 38       | 13       | 0,5      | 6         | 0         | 0         | 0.0       | 0         | 0         | 1            | 3            | 0            | 0            |
| Tổng | Tổng | 16      | 9              | 51       | 38       | 13       | 0,5      | 6         | 0         | 0         | 0.0       | 0         | 0         | 1            | 3            | 0            | 0            |

### Vòng đấu loại
| Mùa       | Đội       | Số trận | Số trận        | Truy cản | Truy cản | Truy cản | Truy cản | Cướp bóng | Cướp bóng | Cướp bóng | Cướp bóng | Cướp bóng | Cướp bóng | Làm rơi bóng | Làm rơi bóng | Làm rơi bóng | Làm rơi bóng |
| Mùa       | Đội       | Số trận | Số trận ra sân | Comb     | Solo     | Ast      | Sck      | Pd        | Int       | Yds       | Avg       | Lng       | TD        | FF           | FR           | Yds          | T.Đ          |
| --------- | --------- | ------- | -------------- | -------- | -------- | -------- | -------- | --------- | --------- | --------- | --------- | --------- | --------- | ------------ | ------------ | ------------ | ------------ |
| 2024      | PHI       | 4       | 4              | 18       | 12       | 6        | 0.0      | 4         | 1         | 38        | 38.0      | 38T       | 1         | 0            | 1            | 0            | 0            |
| Sự nghiệp | Sự nghiệp | 4       | 4              | 18       | 12       | 6        | 0.0      | 4         | 1         | 38        | 30.0      | 38T       | 1         | 0            | 1            | 0            | 0            |

## Đời sống cá nhân
DeJean là con trai của Jason và Katie DeJean. Anh ấy có một người em trai, Jaxx, cũng chơi bóng đá cho OA-BCIG.  DeJean là một người theo đạo Thiên Chúa.